# 36 Batalion Łączności

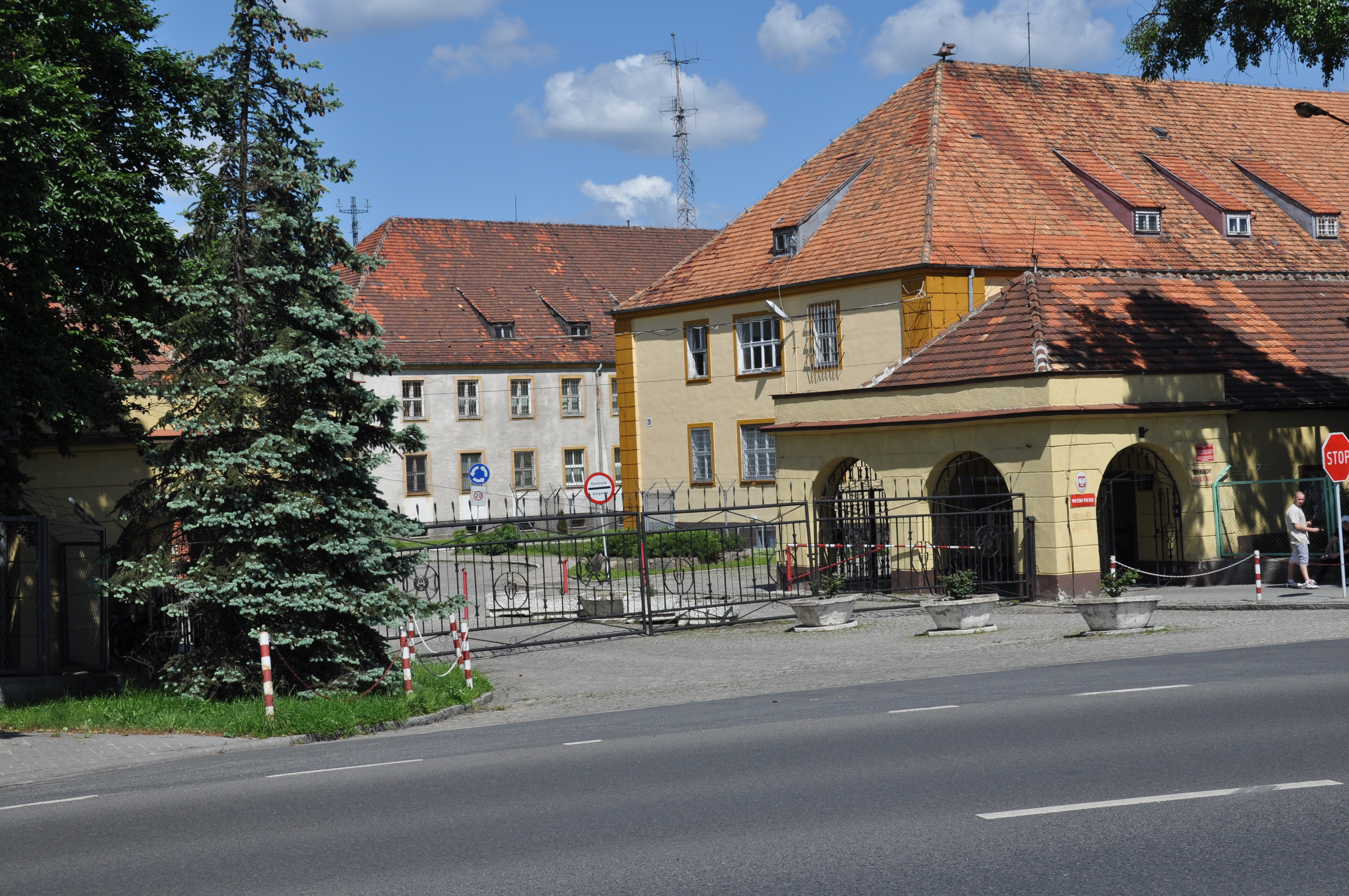
Krosno Odrzańskie – w tych koszarach stacjonował 36 batalion łączności

36 batalion łączności (36 bł) – samodzielny pododdział  łączności ludowego Wojska Polskiego i okresu transformacji ustrojowej.

## Formowanie i zmiany organizacyjne
Batalion został sformowany w 1949 roku, w garnizonie Kalisz, w składzie 4 Pomorskiej Dywizji Piechoty, według etatu Nr 2/89. Jednostka została zorganizowana na bazie 21 kompanii łączności. W 1950 batalion został dyslokowany do garnizonu Krosno Odrzańskie.
4 maja 1967 jednostka przejęła dziedzictwo tradycji 4 samodzielnej kompanii łączności 4 Pomorskiej Dywizji Piechoty im. Jana Kilińskiego i została przemianowana na 4 batalion łączności.
W 1995 jednostka została rozformowana, a na jej bazie utworzony 4 batalion dowodzenia (JW 2363).

## Struktura organizacyjna
- dowództwo
- kompania dowodzenia (pluton telefoniczno-telegraficzny, pluton radiowy i drużyna ruchomych środków łączności)
- kompania telefoniczno-kablowa (dwa plutony)
- kompania szkolna
- warsztaty i magazyn techniczny

Stan osobowy liczył 230 żołnierzy. Kompania miała być wyposażona w 11 radiostacji, 5 odbiorników i 4 aparaty telegraficzne Etat 2/89

## Dowódcy batalionu
- mjr Bazyli Czmur (był w 1956)[4]

## Przekształcenia
4 samodzielna kompania łączności → 21 kompania łączności → 36 Batalion Łączności → 4 Batalion Łączności → 4 Batalion Dowodzenia